# Eupithecia druentiata
Eupithecia druentiata là một loài bướm đêm trong họ Geometridae.

## Hình ảnh

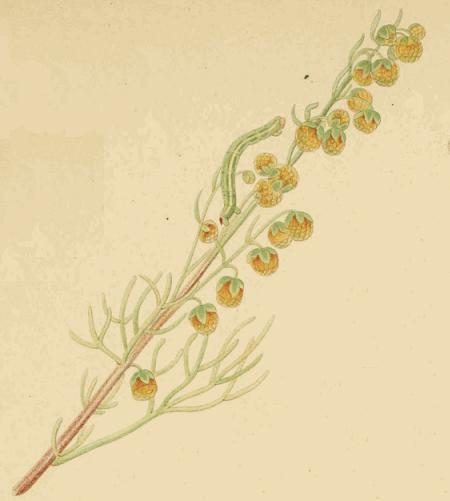
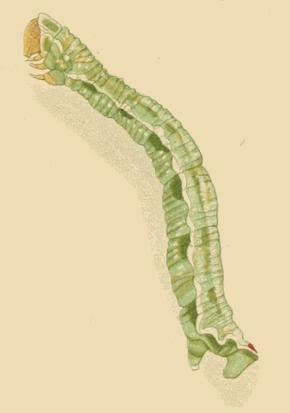
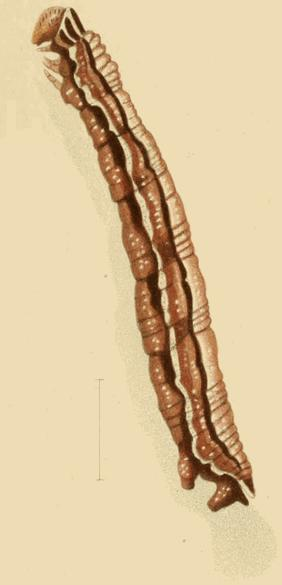
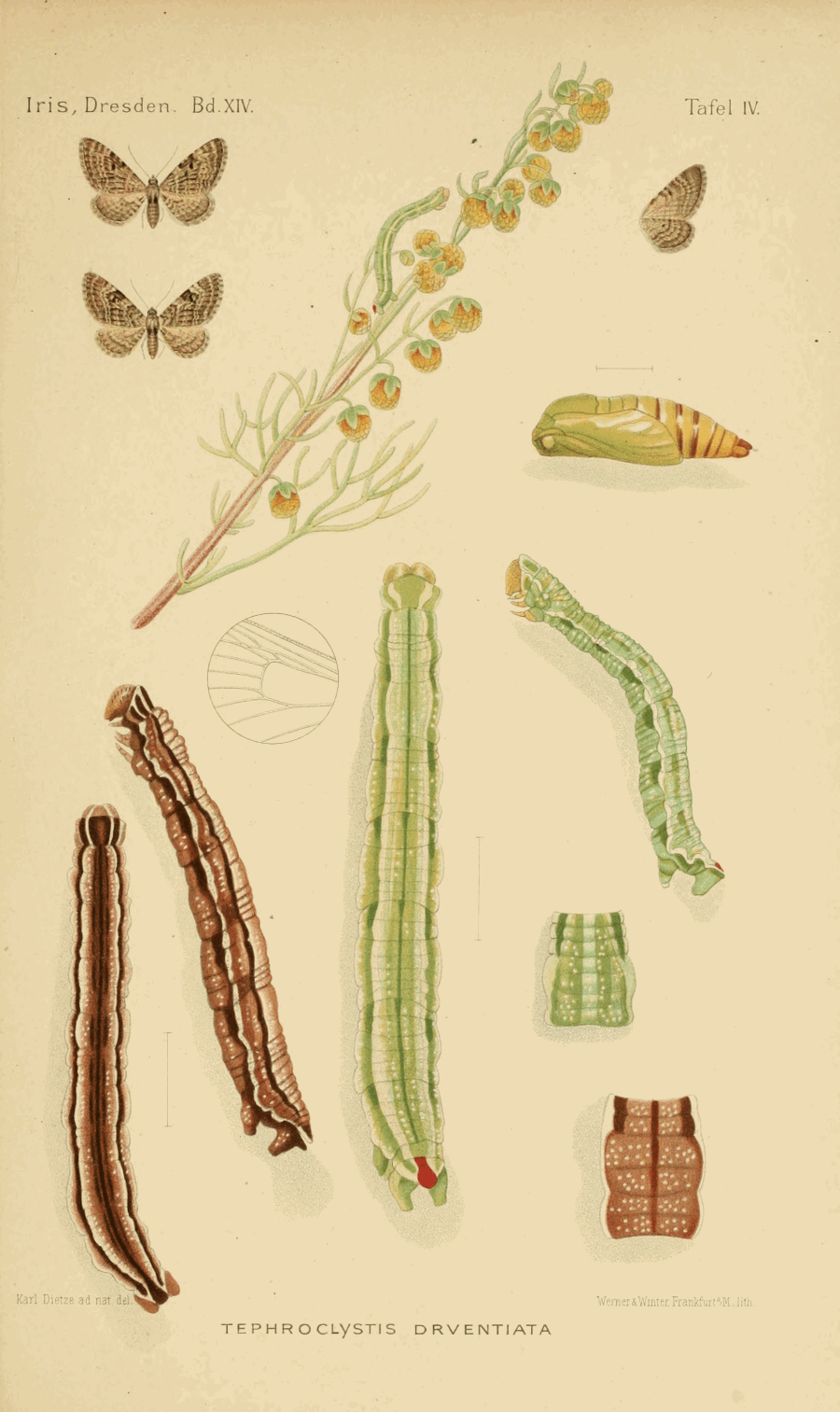